# Luzaga
Luzaga es un municipio y localidad española de la provincia de Guadalajara, en la comunidad autónoma de Castilla-La Mancha. El término municipal tiene una población de 68 habitantes (INE 2024).

## Etimología
Se ha propuesto un origen celta del topónimo —Lutiakos—, donde -akos sería un sufijo adjetivador. Joan Corominas lo relacionó con el antropónimo Lucius, de origen prerromano. También se ha señalado una probable relación del topónimo con la tribu de los lusones. Se han llegado a documentar las formas Lurzaga (1197) y Lurzaga (1353) en documentos de la Edad Media.

## Geografía
Se sitúa en una zona caracterizada por los inviernos fríos, en contraste con veranos secos. Sus pueblos limítrofes son Cortes de Tajuña, Tortonda, Villaverde del Ducado, Alcolea del Pinar, Garbajosa, Anguita, Hortezuela de Océn, Sotodosos y Abánades.

## Historia

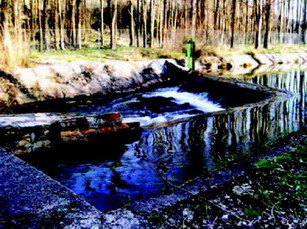
El río Tajuña por Luzaga.

Luzaga es identificada por algunos autores con la ciudad prerromana de Lutia, La traducción del Bronce de Luzaga, un pacto de hospitalidad celtíbero actualmente perdido, pero cuya foto se conserva en la Real Academia de la Historia, en Madrid, ha hecho que algunos historiadores relacionen a Lutia con Luzaga. Este hecho viene apoyado por el descubrimiento por parte del marqués de Cerralbo, acompañado del arqueólogo Juan Cabré, de una necrópolis celtíbera con tumbas de diversos períodos. 
Además de restos celtíberos y romanos del yacimiento altoimperial de Los Palacios, se encuentran sobre un meandro del río Tajuña los restos del Castillo de Albalate de Tajuña, conocido en el pueblo como "el torreón de Albalate", ya que actualmente solo restos de este elemento son visibles sobre el monte en el que se erigiera la fortificación.
Hacia mediados del siglo XIX, el lugar, por entonces con ayuntamiento propio, tenía contabilizada una población de 116 habitantes. La localidad aparece descrita en el décimo volumen del Diccionario geográfico-estadístico-histórico de España y sus posesiones de Ultramar de Pascual Madoz de la siguiente manera:

LUZAGA: l. con ayunt. en la prov. de Guadalajara (13 leg.), part. jud. y dióc. de Sigüenza (4), aud. terr. de Madrid (23), c. g. de Castilla la Nueva: sit. en la ladera de un cerro, con esposicion al S. y combatida principalmente por los vientos del N.: su clima es frio y las enfermedades mas comunes tercianas: tiene 80 casas; la consistorial con cárcel; escuela de instruccion primaria, frecuentada por 30 alumnos; una fuente de buenas aguas; una igl. parr. (la Asuncion de Ntra. Sra.) servida por un cura y un sacristan. térm. confina N. Villaverde y Alcolea del Pinar; E. Cortes; S. Hortezuela, y O. Hiniestola; dentro de él se encuentra una ermita (San Roque) un cas. llamado Albalate, con una deliciosa huerta, propios ambos del seminario conciliar de Sigüenza; una buena ferrería construida recientemente a espensas de D. Pedro Sainz de Andino á quien pertenece: el terreno que participa de montuoso y llano, es de buena calidad; comprende varios pinares no muy poblados, pero sí de grande estension, baña el térm. el r. Tajuña, cuyo paso facilita un puente de piedra llamado del Abad. caminos: los que dirijen á los pueblos limítrofes, todos en buen estado, si bien el que conduce á Hiniestola es algo espuesto, porque atraviesa lo mas espeso del pinar. correo se recibe y despacha en Alcolea del Pinar, á donde los mismos interesados acuden á recogerlo. prod.: trigo, cebada, patatas, judias, cáñamo, leñas de combustible, maderas de construccion y buenos pastos, con los que se mantiene ganado lanar, cabrio, vacuno y caballar; abunda la caza de perdices, conejos y liebres; y la pesca de esquisitas anguilas, truchas y barbos. ind.: la agrícola, la que proporciona la ferrería, dos molinos harineros y el corte y preparacion de maderas de pino. comercio: esportacion de madera á diferentes puntos y del sobrante de frutos á los mercados de Sigüenza, en los que se surten de los art. de consumo que faltan. pobl.: 37 vec., 116 alm. cap. prod.: 641,800 rs. imp.: 54,315. contr.: 4,930.
(Madoz, 1847, p. 474)

Perteneció durante siglos al Ducado de Medinaceli, lo que originó, entre otros conflictos, la disputa por la propiedad del pinar, que concluyó a finales del siglo XX con la compra del mismo al último propietario por parte de la Junta de Comunidades de Castilla-La Mancha, y la sucesiva cesión al municipio.
Son fácilmente apreciables, también, los restos de trincheras, nidos de ametralladora y otras edificaciones de la guerra civil, en la zona del municipio que linda con los de Sotodosos y Abánades.

## Demografía
Luzaga cuenta con una población de 68 habitantes (INE 2024).
| Gráfica de evolución demográfica de Luzaga entre 1842 y 2021 |
| |
| Población de derecho según los censos de población del INE Población de hecho según los censos de población del INEEntre el censo de 1857 y el anterior, crece el término del municipio porque incorpora a Iniéstola |

## Patrimonio

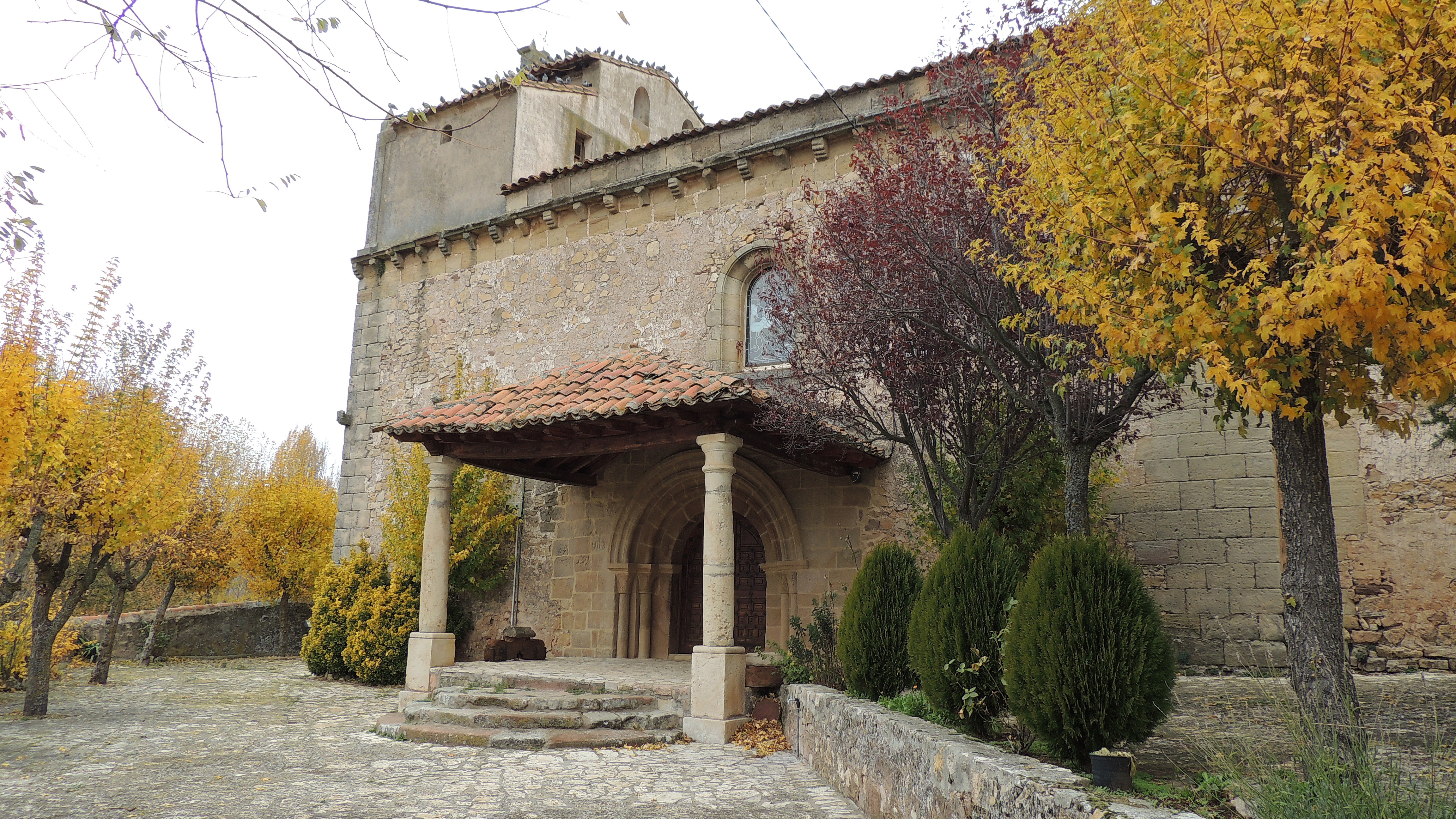
Iglesia de Nuestra Señora de la Asunción

- Iglesia de Nuestra Señora de la Asunción
- Ermita de Albalate
- Torreón de Albalate.
- Ruinas romanas en el yacimiento de Los Palacios.
- Ruinas celtíberas en el Castro del Castejón.
- Restos de la guerra civil española.

## Fiestas
Su patrón es San Zenón, que se celebra el 9 de julio, y su patrona es la Virgen de la Quinta Angustia (Virgen de las Angustias en el quinto dolor), que se celebra el tercer domingo de septiembre. Ambas imágenes permanecen en el interior de la parroquia de Nuestra Señora de la Asunción, templo románico del siglo XII, modificado en el siglo XVIII, que se sitúa en la zona alta de la villa.
Son tradiciones arraigadas, además, la quema de El Judas (muñeco) tras la misa del Domingo de Resurrección, la celebración de los Mayos durante el día 1 de mayo y la quema de la luminaria durante la Nochebuena.